# Culicoides reconditus
Culicoides reconditus is een muggensoort uit de familie van de knutten (Ceratopogonidae). De wetenschappelijke naam van de soort is voor het eerst geldig gepubliceerd in 1960 door Campbell & Pelham-Clinton.